# Публий Корнелий (военный трибун)
Публий Корнелий (лат. Publius Cornelius; V—IV века до н. э.) — римский политический деятель из патрицианского рода Корнелиев, военный трибун с консульской властью 389 и 385 годов до н. э.
Во время обоих трибунатов у Публия Корнелия было пять коллег-патрициев. В 389 году до н. э. трибунам пришлось бороться с последствиями галльского нашествия; в 385 году до н. э., когда против Рима объединились латины, герники и вольски, был назначен диктатор — Марк Фурий Камилл.